# Аксель Ірсу
Аксе́ль Ірсу́ (фр. Axel Hirsoux; нар. 26 вересня 1982 року, Манаж, Бельгія) — бельгійський співак. Представляв Бельгію на пісенному конкурсі Євробачення 2014 у Копенгагені, Данія, з піснею «Mother» у першому півфіналі, однак до фіналу не пройшов.

## Особисте життя
Перебуваючи в Копенгагені на пісенному конкурсі Євробачення, Ірсу розповів журналістам, що одружений на чоловікові.